# Кунакова, Любовь Алимпиевна
Любовь Алимпиевна Кунакова (род. 8 августа 1951, Ижевск) — советская и российская артистка балета, педагог, народная артистка РСФСР.

## Биография
Любовь Алимпиевна Кунакова (Моисеева) родилась 8 августа 1951 в Ижевске в рабочей семье. Занималась хореографией в кружке Дома пионеров.
В 1970 году окончила Пермское государственное хореографическое училище (класс Г. К. Кузнецовой). Ещё будучи студенткой, участвовала в спектаклях Пермского театра оперы и балета им. П. И. Чайковского. В 1970—1974 годах была солисткой пермского театра. Её имя неразрывно связано с понятием «золотого века» пермского балета, периода работа в театре балетмейстера Н. Н. Боярчикова. Гастролировала в таких странах как Польша (1970), Мексика (1972), Эквадор (1972), Колумбия (1972), Коста-Рика (1972), Австрия (1973), Нидерланды (1973).
В 1974—1992 годах — ведущая балерина Ленинградского театра оперы и балета им. С. М. Кирова (ныне Государственный академический Мариинский театр). Одновременно с 1992 года выступала в Балете Санкт-Петербургской капеллы.
В 1995 году она исполнила главную роль в Московском театре им. Е. Б. Вахтангова, в спектакле «Балет — любовь моя» в постановке Романа Виктюка.
В 1997—2002 годах преподавала классический танец в Академии русского балета имени А. Я. Вагановой. Преподавала в Японии, Бразилии, Южной Корее. В редакции Мариинского театра перенесла классические спектакли на сцены Минска («Дон Кихот», «Шопениана»), Афин («Спящая красавица», «Дон Кихот»), Бразилии («Жизель»).
Её творчеству посвящён телефильм-концерт «Балерина Любовь Кунакова» (1984).
С 1997 года работает педагогом-репетитором в Мариинском театре. С 2001 года служит педагогом-репетитором в Санкт-Петербургском театре балета Константина Тачкина.

## Премии и награды
- Диплом и поощрительная премия I Международного конкурса артистов балета в Москве (1969).
- 1-я премия VI Международного конкурса артистов балета в Варне (1972).
- Заслуженная артистка РСФСР (26.02.1974)[2].
- Народная артистка РСФСР (05.07.1983).
- Звание «Выдающийся деятель Пермского балета ХХ столетия» в номинации «Танцовщица» (2000).
- Медаль ордена «За заслуги перед Отечеством» II степени (2009).

## Работы в театре

### Пермский театр оперы и балета
- «Коппелия» Лео Делиба — Сванильда
- 1970 — «Дон Кихот» Людвига Минкуса — Китри, Повелительница дриад
- 1970 — «Спящая красавица» П. И. Чайковского — Фея Сирени, Фея Бриллиантов
- 1970 — «Лебединое озеро» П. И. Чайковского — Одетта и Одиллия
- 1971 — «Спящая красавица» П. И. Чайковского — Аврора
- 1972 — «Жизель» А. Адана — Мирта
- 1972 — «Три мушкетёра» Баснера (балетмейстер Н. Н. Боярчиков) — Миледи и Королева
- 1972 — «Щелкунчик» П. И. Чайковского — Маша
- 1972 — «Пахита» Дельдеве — Солистка
- 1973 — «Чудесный мандарин» Б. Барток — Девушка

### Ленинградский театр оперы и балета
- «Жизель» А. Адана — Мирта, Жизель
- «Бахчисарайский фонтан» Б. В. Асафьева — Зарема
- «Спящая красавица» П. И. Чайковского — Фея Сирени, Аврора
- «Легенда о любви» Арифа Меликова — Мехменэ Бану
- «Эсмеральда» Цезаря Пуни — Диана
- «Баядерка» Л. Минкуса — Гамзатти, Никия
- «Лебединое озеро» П. И. Чайковского — Одетта и Одиллия
- «Раймонда» Александра Глазунова — Раймонда
- «Сильфида» Германа Левенскольда — Эффи и Сильфида
- «Корсар» — Медора и Гюльнара
- «Фея Рондских гор» Э. Грига — Тора
- «Шотландская симфония» Ф. Мендельсона

## Фильмография
- 1986 — Валенсианская вдова (телеспектакль) — Леонарда